# Katedrála Neposkvrněného početí Panny Marie (Medellín)
Katedrála Neposkvrněného Početí (španělsky Catedral Basílica de Nuestra Señora de la Inmaculada Concepción de María de Medellín) je katedrála v Medellínu, druhém největším městě Kolumbie. Je hlavním chrámem Medellínské arcidiecéze. Byla postavena v novorománském slohu roku 1931; architektem byl Charles Émile Carré, známější jako Carlos Carré.

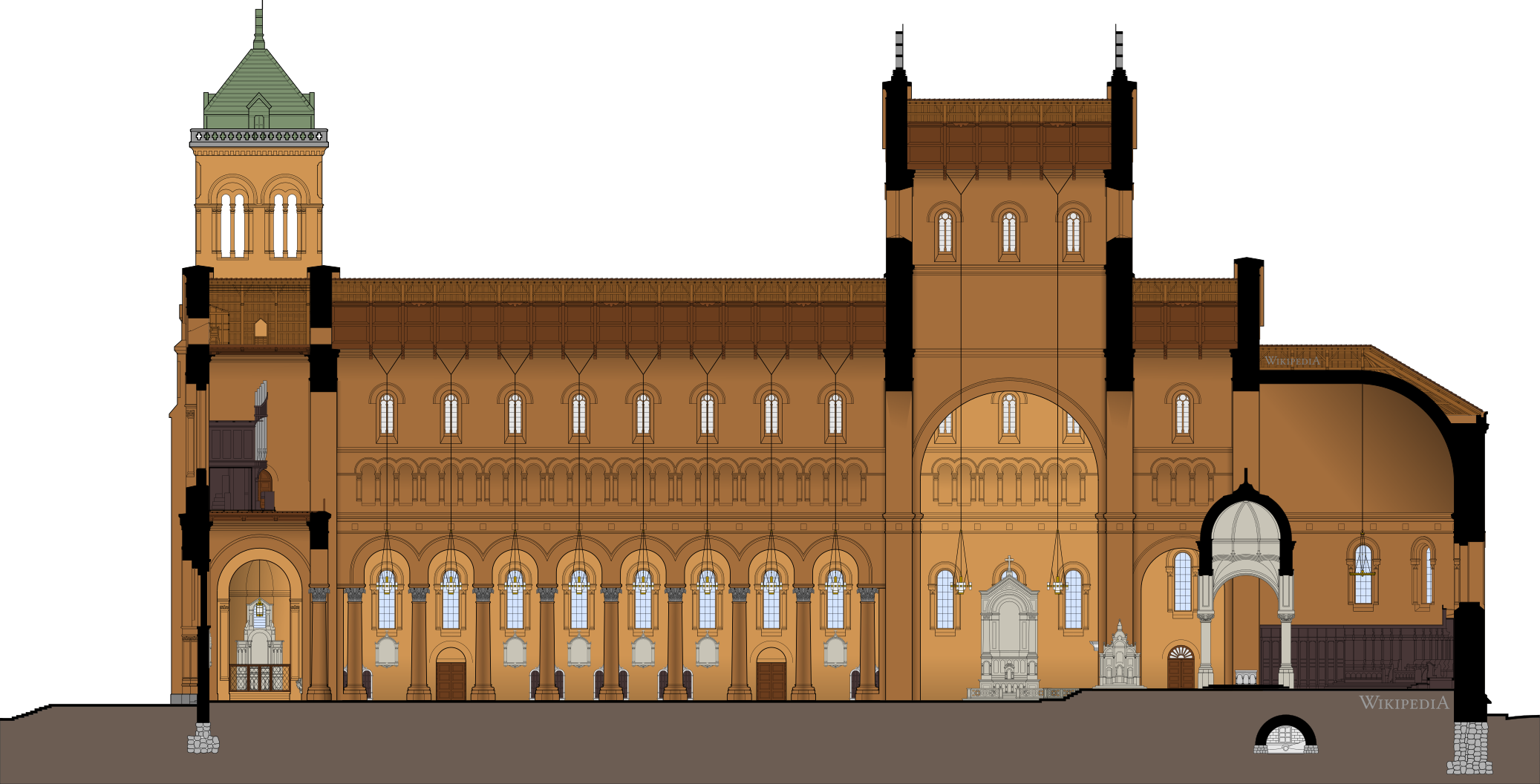
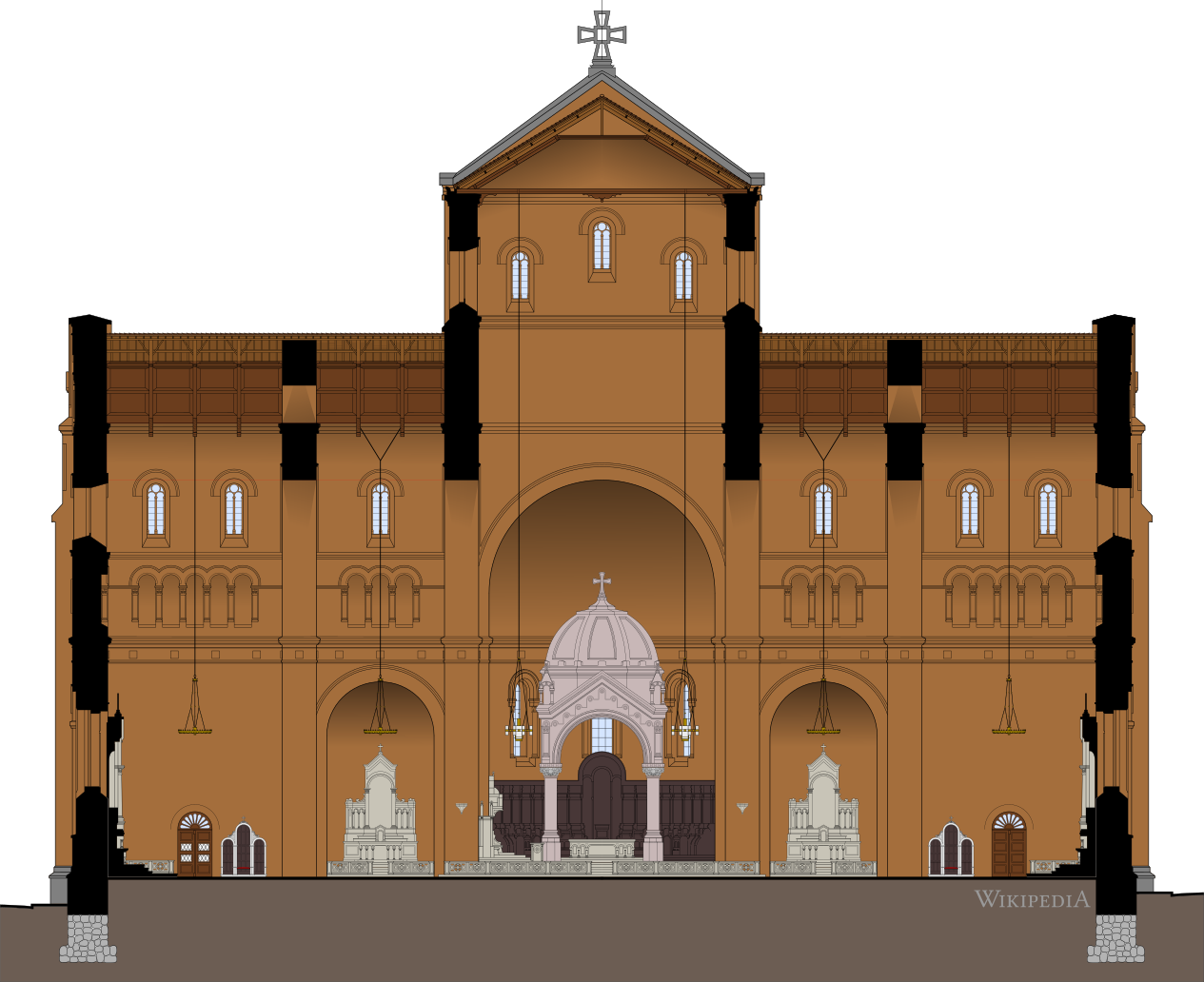